# Холм (Новосельское сельское поселение)
Холм — бывшая деревня в Смоленском районе Смоленской области России. Входила в состав Новосельского сельского поселения. По состоянию на 2010 год постоянного населения не имела.
Располагалась в западной части области в 23 км к северо-западу от Смоленска, в 8 км северо-восточнее автодороги Р133 Смоленск — Невель, на берегу реки Лущенка. В 22 км южнее деревни находится железнодорожная станция Ракитная на линии Москва — Минск.

## История
В годы Великой Отечественной войны была оккупирована гитлеровскими войсками в июле 1941 года, освобождена в сентябре 1943 года. Деревня упразднена 27 сентября 2012 г. постановлением Смоленской областной думы.